# Maik Meyer
Maik Meyer (* 1970 in Frauenstein, Erzgebirge) ist ein deutscher Amateurastronom und „Kometenexperte“.

## Leben
Meyer studierte Maschinenbau an der Technischen Universität Chemnitz und lebt heute (2021) in Hessen.

## Astronomische Leistungen (Auswahl)

### Meyer-Gruppe
Die Kometenfamilie Meyer-Gruppe ist offiziell nach ihm benannt.

### Kometenpaar C/2019 Y4 und C/1844 Y1
Bereits wenige Tage nach der Entdeckung des Kometen C/2019 Y4 (ATLAS) durch das Asteroid Terrestrial-Impact Last Alert System (ATLAS) auf dem Mauna Loa am 28. Dezember 2019 wurde durch Meyer bemerkt, dass die Bahnelemente des Kometen eine auffallende Ähnlichkeit mit denen des Großen Kometen C/1844 Y1 besitzen. In einer Untersuchung von M. Hui und Q. Ye wurde errechnet, dass C/2019 Y4 (ATLAS) sich vor etwa 5000 Jahren bei seinem letzten Vorbeigang an der Sonne von C/1844 Y1 trennte. Letzteres wurde 2021 auch populärwissenschaftlich bekannt.

### Cometography
Meyer ist Koautor der „Cometography“, des umfassendsten Kometen-Kataloges – begründet von Gary W. Kronk.

## Ehrung
Der Asteroid (52005) Maik wurde nach ihm benannt.

## Weblink
- Selbstdarstellung auf seiner Homepage